# Piotr Stramowski

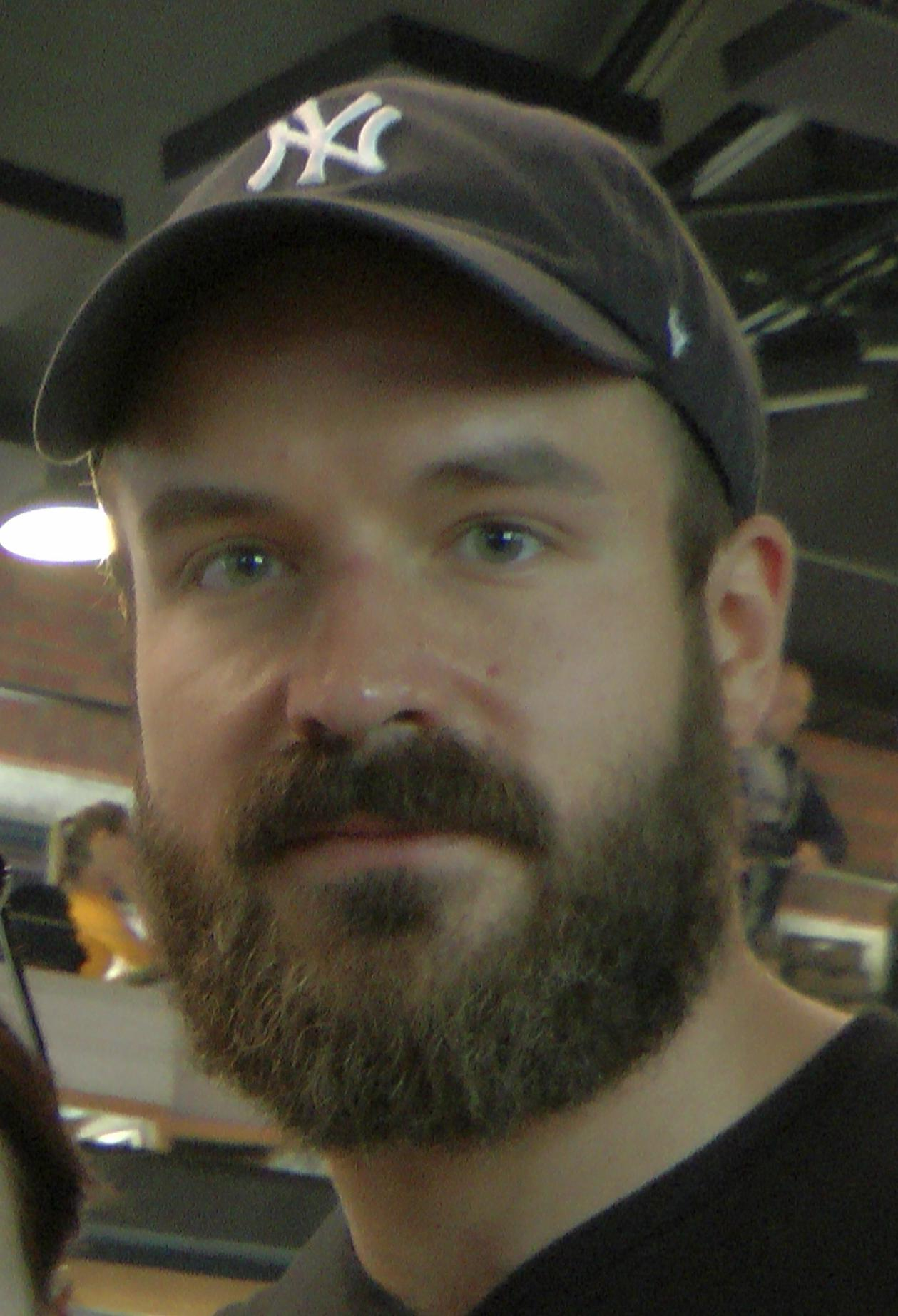
Piotr Stramowski 2016

Piotr Stramowski (* 17. September 1987 in Warschau) ist ein polnischer Schauspieler.

## Leben
Piotr Stramowski absolvierte 2012 die staatliche Theaterschule Ludwik Solski in Krakau. Im August 2016 heiratete er die polnische Schauspielerin Katarzyna Warnke.
Im Jahr 2016 wurde er für den Filmpreis Stern der Plejaden in der Kategorie „Debüt des Jahres“ nominiert.

## Filmografie
- 2015: W spirali
- 2016: Pitbull. Niebezpieczne kobiety
- 2016: Pitbull. Nowe porządki
- 2016: Na noże
- 2017: Botoks
- 2017: Polizeiruf 110: Das Beste für mein Kind
- 2017: Ultraviolet (Fernsehserie)
- 2020: Petla
- 2020: Bad Boy
- 2021: Small World
- 2023: Green Border (Zielona granica)
- 2025: Kein böser Traum (Tylko jedno spojrzenie)